# John Fleck (Schauspieler)

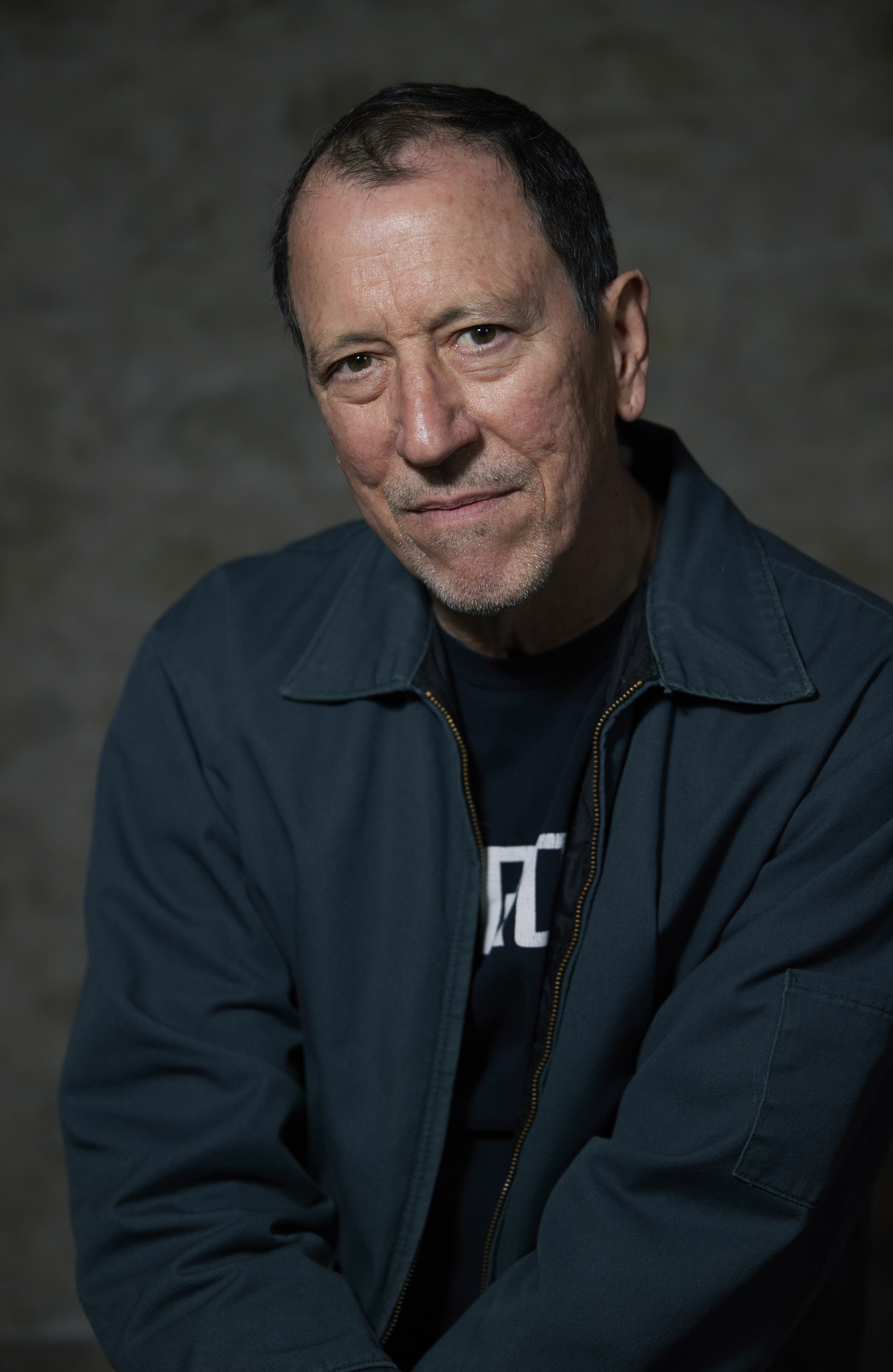
John Fleck (2024)

John Fleck (* 7. Mai 1951) ist ein US-amerikanischer Schauspieler und Performance-Künstler.
Er hatte u. a. mehrere Auftritte in verschiedenen Star-Trek-Serien. Eine ihm und drei anderen Performance-Künstlern (Karen Finley, Holly Hughes und Tim Miller) von der staatlichen Kunststiftung National Endowment for the Arts (NEA) zunächst zugesagte, dann wieder entzogene finanzielle Unterstützung führte zu einem Rechtsstreit, der 1998 als National Endowment for the Arts v. Finley bis vor den Obersten Gerichtshof der Vereinigten Staaten ging. Die Künstler gewannen, unter politischem Druck stellte die NEA aber die Förderung einzelner Künstler ein.

## Filmografie (Auswahl)

### Filme
- 1982: Truckin’ Buddy McCoy
- 1985: Hard Rock Zombies
- 1986: Howard – Ein tierischer Held (Howard the Duck)
- 1988: Tapeheads – Verrückt auf Video (Tapeheads)
- 1989: Pink Cadillac
- 1991: Die nackte Kanone 2½ (The Naked Gun 2½: The Smell of Fear)
- 1993: Falling Down – Ein ganz normaler Tag (Falling Down)
- 1995: Waterworld
- 2002: On Line
- 2024: Dead Mail

### Fernsehserien
- 1985: Gnadenlose Jagd (Hunter, eine Folge)
- 1987: Cheers (eine Folge)
- 1987: Polizeirevier Hill Street (Hill Street Blues, eine Folge)
- 1991: Raumschiff Enterprise – Das nächste Jahrhundert (Star Trek: The Next Generation, Folge „Verräterische Signale“)
- 1993: Spacecenter Babylon 5 – Die Zusammenkunft (Pilotfilm)
- 1993–1999: Star Trek: Deep Space Nine (drei Folgen)
- 1995–1997: Murder One (29 Folgen)
- 1996: Millennium – Fürchte deinen Nächsten wie Dich selbst (Millennium, eine Folge)
- 1997: Pretender (eine Folge)
- 1998: Ally McBeal (eine Folge)
- 1999: Thanks (drei Folgen)
- 1999: Star Trek: Raumschiff Voyager (Star Trek: Voyager, eine Folge)
- 2000–2001: The Fearing Mind (13 Folgen)
- 2001: The District – Einsatz in Washington (The District, eine Folge)
- 2001–2004: Star Trek: Enterprise (acht Folgen)
- 2003: Carnivàle (8 Folgen)
- 2005: The Closer (eine Folge)
- 2009: Nip/Tuck – Schönheit hat ihren Preis (Nip/Tuck, eine Folge)
- 2010: Bones – Die Knochenjägerin (eine Folge)
- 2010–2011: Weeds – Kleine Deals unter Nachbarn (Weeds, vier Folgen)
- 2012: Criminal Minds (eine Folge)
- 2013: True Blood (5 Folgen)
- 2013: Anger Management (eine Folge)